# معتز الدمرداش
معتز الدمرداش (1966م -)، إعلامي، ومذيع مصري ولد عام 1966 في القاهرة، والده هو المخرج نور الدمرداش، ووالدته هي الفنانة كريمة مختار. حاصل على بكالوريوس في الإعلام من جامعة القاهرة.

## عن حياته
سافر إلى الولايات المتحدة، واستمر في إكمال دراسته هناك لكنه عندما أُتيحت له الفرصة في العمل في التلفزيون البريطاني انتقل إلى لندن، ثم عاد إلى مصر، واشتهر بتقديم النشرة الإنجليزية والفرنسية، وعمل فترة في محطة إم بي سي، ولعل من أشهر برامجه التي لاقت رواجاً برنامج الحوار 90 دقيقة مع الإعلامية ريهام السهلي الذي يبث على شاشة قناة المحور الفضائية، ثم انتقل إلى قناة الحياة وقدم برنامجاً جديداً بعنوان مصر الجديدة والذي يذاع يومياً.
قبل ذلك عمل معتز الدمرداش مذيعاً في البرنامج الإخباري الأسبوعي التحليلي أنباء وآراء الذي كان يذاع على القناة الثانية من التليفزيون المصري يوم الجمعة عصراً.
شهد شهر مايو 2009 دخول معتز القفص الذهيى حين تزوج مها القباني.
ومنذ عام 2012 عمل معتز الدمرداش في قناة (الحياة) في برنامج (مصر الجديدة) إلى 1-1-2015م
عام 2015 انتقل إلى mbc مصر ليقدم برنامج اخطر رجل في العالم الذي يذاع على القناة
في عام 2020 انتقل لقناة الشرق للأخبار ليعمل فيها كمذيع

## أدواره في السينما
- شقة الأستاذ عليوه
- الإرهاب والكباب
- لا تراجع ولا استسلام
- سيما علي بابا
- سري للغاية
- قسطي بيوجعني

## أعماله
- ضيفي، تلفزيون الشرق، (19 مايو 2023 -)

## وصلات خارجية
- معتز الدمرداش على موقع IMDb (الإنجليزية)
- معتز الدمرداش على موقع قاعدة بيانات الأفلام العربية
- معتز الدمرداش على موقع ألو سيني (الفرنسية)
- معتز الدمرداش على موقع كينوبويسك (الروسية)